# Mehrangis Montazami-Dabui
Mehrangis Montazami-Dabui (persisch مهرانگیز منتظمی دبی; * 4. Mai 1941 in Arak, Iran) ist eine iranische Filmemacherin, die in Deutschland lebt.

## Leben und Wirken
Mehrangis Montazami wuchs im Iran auf und kam dann mit ihrer Familie nach Deutschland. Seit etwa 1971 studierte sie an der Deutschen Film- und Fernsehakademie in West-Berlin.
Sie drehte mehrere Dokumentarfilme, in denen sie vor allem die Schwierigkeiten türkischer Jugendlicher und Frauen in West-Berlin darstellte.

## Filmografie
Regie
- 1975: Analphabeten in zwei Sprachen, über türkische Jugendliche in West-Berlin, Preis auf der Leipziger Dokumentarfilmwoche
- 1978: Wir wollen auch leben, über ausländische jugendliche Straftäter in West-Berlin, 16mm-Film[2][3]
- 1978 Ich will keine Lieder mehr hören, singen will ich, über Situation türkischer Musiker in West-Berlin[4]

- 1981: Männerrecht – Frauenleid. Türkinnen in Deutschland
- 1985: Kinder Tränen, über schwierige Lebensbedingungen ausländischer Kinder in Deutschland[5]

Darstellerin
- 1972 Wer braucht wen?